# Pseudorhiza haeckeli
Pseudorhiza haeckeli is een schijfkwal uit de familie Lychnorhizidae. De kwal komt uit het geslacht Pseudorhiza. Pseudorhiza haeckeli werd in 1884 voor het eerst wetenschappelijk beschreven door Haacke. 